# 1309-1300 v.Chr.
De jaren 1309-1300 v.Chr. (van de christelijke jaartelling) zijn een decennium in de 14e eeuw v.Chr..

## Gebeurtenissen

### Assyrië
- 1308 v.Chr. - Koning Adad-nirari I (1308 - 1275 v.Chr.) regeert over het Assyrische Rijk.
- 1304 v.Chr. - Adad-nirari I valt Syrië binnen tot aan Karchemish en bereikt de Eufraat.
- 1302 v.Chr. - Adad-nirari I dwingt de Kassieten van Kar-Duniash tot grensconcessies.

### Egypte
- 1308 v.Chr. - Farao Horemheb en koning Mursili II van de Hettieten sluiten vrede.
- 1307 v.Chr. - Koning Ramses I (1307 - 1306 v.Chr.) de eerste farao van de 19e dynastie van Egypte.
- 1306 v.Chr. - Koning Seti I (1306 - 1290 v.Chr.) de tweede farao van Egypte (19e dynastie).
- 1303 v.Chr. - Seti I begint een veldtocht naar de kustgebieden van Palestina.
- 1300 v.Chr. - Prins Ramses II wordt benoemd tot medekoning van het Egyptische Rijk.

### Griekenland
- 1308 v.Chr. - De Myceense edelen Amphion en Zethus maken zich in Thebe meester van de troon.
- 1301 v.Chr. - Koning Laios (1301 - 1290 v.Chr.) keert terug uit ballingschap van de stad Elis.

### Mesopotamië
- 1300 v.Chr. - Koning Wasashatta (1300 - 1280 v.Chr.) heerser van de vazalstaat Mitanni.

<< · 1399-1390 · 1389-1380 · 1379-1370 · 1369-1360 · 1359-1350 · 1349-1340 · 1339-1330 · 1329-1320 · 1319-1310 · 1309-1300 · >>